# Nana Walzer

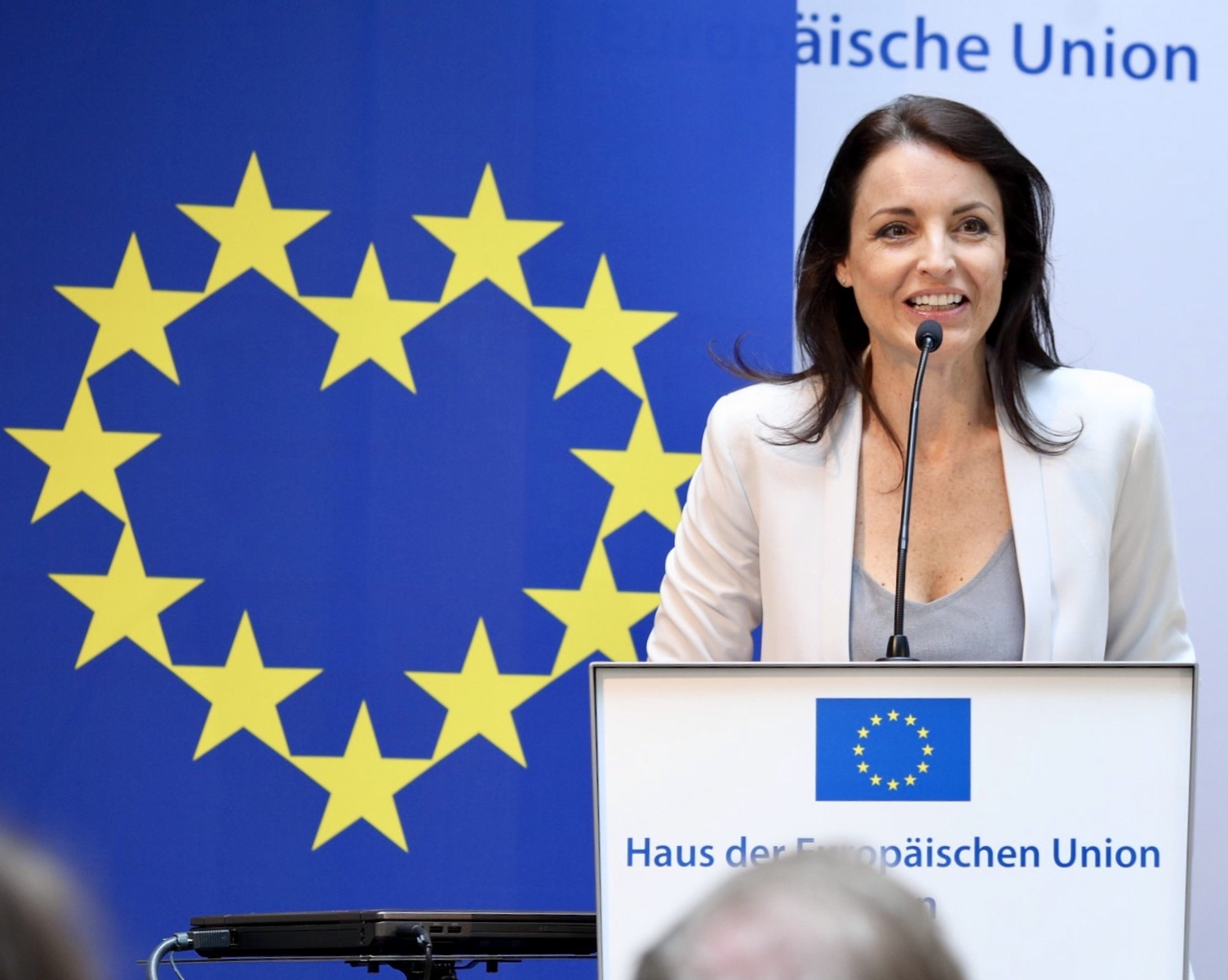
Nana Walzer (2017)

Nana Walzer (* 30. Mai 1973 in Wien) ist eine österreichische Autorin, Kommunikationswissenschaftlerin, Publizistin und Radiomoderatorin.

## Leben
Nana Walzer promovierte 2004 in Kommunikationswissenschaften an der Universität Wien. Sie war 1998 Moderatorin bei dem Radiosender Radio 88.6. Seit 1999 ist sie als Kommunikationstrainerin tätig und seit 2006 Dozentin und Lehrbeauftragte für Kommunikation bei Universitätslehrgängen. 2016–2018 hatte sie mit „Die Kunst der Kommunikation“ eine wöchentliche Sendung auf Radio Wien, seitdem ist sie dort immer wieder als Expertin zu hören und war auch regelmäßig in den ORF-Fernsehsendungen Mittag in Österreich sowie in Daheim in Österreich zu sehen. Vom 5. März 2018 bis zur Einstellung Ende Dezember des Jahres hatte sie mit „Beziehungsweise in Österreich“ eine eigene wöchentliche Rubrik über zwischenmenschliche Beziehungen in der ORF-Fernsehsendung Daheim in Österreich.
Walzer ist eine der Urheber der „Europäischen Deklaration: Europa – Die Menschliche Union“, die unter anderem in ihrem Buch Die Evolution der Menschlichkeit: Wege zur Gesellschaft von morgen vorgestellt wird. Regelmäßig hält sie Vorträge zu europäischen Themen oder leitet europapolitische Konferenzen. Die europäischen Initiativen Europa.cafe sowie #EUMythbusters wurden von ihr mitentwickelt beziehungsweise geleitet.

## Auszeichnungen
- Europa-Staatspreis 2018 für „europa.cafe“.[11]
- Comenius-Award 2020 für „#EUROPA gefühlsecht – Corona Spezial“: Comenius Edu Media Siegel 2020 in der Kategorie und Comenius EduMedia Corona-Sonderpreis.[12][13][14][15]
- EESC-Award 2021 für #EUROPAgegenCovid19.[16]
- mit Daniel Gerer: Kaiser-Maximilian-Preis 2021 für #EUROPAgegenCovid19.[17]
- Mérite Européen in Bronze (2022)[18]
- Europa-Staatspreis 2023 für #EUROPAgegenCovid19[19]

## Werke
- Die Kunst der Begegnung: Vom Ich zum Wir. Der Weg zu einer erfüllenden Beziehung Braumüller Verlag (10. März 2016) ISBN 3-99100-171-3
- Die Kunst der Begegnung: Vom Ich zum Wir. Der Weg zu einer erfüllenden Beziehung Hörbuchfassung Braumüller Verlag (1. April 2016) ISBN 3-99100-181-0
- Die Evolution der Menschlichkeit: Wege zur Gesellschaft von morgen Nana Walzer und Peter Gowin; Braumüller Verlag (3. April 2017) ISBN 3-99100-201-9
- Open Minded Leadership: Ein Weg zu herausragender Führung Nana Walzer und Ronald Thoma; LIT Verlag (8. Mai 2017) ISBN 3-643-50813-1
- Nana Walzer (Hrsg.): Die Bildung der Menschlichkeit für junge Menschen. Schritte zur Gesellschaft von morgen, Braumüller, März 2019, ISBN 978-3-99100-282-6.
- Nana Walzer (Hrsg.): Die Bildung der Menschlichkeit für Erwachsene. Schritte zur Gesellschaft von morgen. Braumüller, März 2019, ISBN 978-3-99100-284-0.
- Nana Walzer und Ronald Thoma: Die Helle Seite der Macht. Erfolgreicher Führen in einer VUKA-Welt. Talk27.eu, Dez 2020, ISBN 978-3-903377-01-1.